# John McClelland (football)
Pour les articles homonymes, voir McClelland et John McClelland.
John McClelland (né le 17 décembre 1955 à Belfast) est un footballeur nord-irlandais.
Joueur au poste de défenseur central dans des clubs comme les Glasgow Rangers, Watford ou Leeds United, il a été international nord-irlandais à 53 reprises, marquant 1 but.
Avec l'Irlande du Nord, il a participé aux coupes du monde 1982 et 1986.